# Cola (informática)

Representación simplificada de una cola

Una cola (también llamada fila) es un tipo de dato abstracto, caracterizada por ser una secuencia de elementos en la que la operación de inserción push se realiza por un extremo y la operación de extracción pull por el otro. También se le llama estructura FIFO (del inglés First In First Out), debido a que el primer elemento en entrar será también el primero en salir.
Las colas se utilizan en sistemas informáticos, transportes y operaciones de investigación (entre otros), donde los objetos, personas o eventos son tomados como datos que se almacenan y se guardan mediante colas para su posterior procesamiento.
Este tipo de estructura de datos abstracta se implementa en lenguajes orientados a objetos mediante clases, en forma de listas enlazadas.

## Usos concretos de la cola
La particularidad de una  cola es el hecho de que solo podemos acceder al primer y al último elemento de la estructura. Así mismo, los elementos solo se pueden eliminar por el principio y solo se pueden añadir por el final de la cola.
Ejemplos de colas en la vida real serían: personas comprando en un supermercado, esperando para entrar a ver un partido de béisbol, esperando en el cine para ver una película, una pequeña peluquería, etc. La idea esencial es que son todos líneas de espera.

## Información adicional
En caso de estar vacía, borrar un elemento sería imposible hasta que no se añade un nuevo elemento.
A la hora de añadir un elemento podríamos darle una mayor importancia a unos elementos que a otros (un cargo VIP) y para ello se crea un tipo de cola especial que es la cola de prioridad. (Ver cola de prioridad).

## Operaciones Básicas
- Crear: se crea la cola vacía.
- Encolar: se añade un elemento a la cola. Se añade al final de esta.
- Desencolar: (sacar, salir, eliminar): se elimina el elemento frontal de la cola, es decir, el primer elemento que entró.
- Frente: (consultar, front): se devuelve el elemento frontal de la cola, es decir, el primer elemento que entró.

## Implementaciones
Las colas pueden implementarse utilizando Listas Enlazadas o utilizando una variación del arreglo conocido comúnmente como una cola circular. La ventaja de la cola circular es que se puede utilizar memoria contigua en RAM que permite mejor desempeño del caché que en una lista enlazada además de un menor uso de RAM. Estas pueden crecer dinámicamente o no.

### Colas en C
```
#include
<stdio.h>

#include
<stdlib.h>

#define RED   "\x1B[31m"

#define GRN   "\x1B[32m´´

#define YEL   "\x1B[33m"

#define BLU   "\x1B[34m"

#define MAG   "\x1B[35m"

#define CYN   "\x1B[36m"

#define WHT   "\x1B[37m"

#define RESET "\x1B[0m"

typedef
 
struct
 
Node
{

	
struct
 
Node
 
*
next
;

	
struct
 
Node
 
*
previous
;

	
char
 
*
data
;

}
node_t
;

typedef
 
struct
 
Queue
{

	
node_t
 
*
top
;

	
node_t
 
*
bottom
;

	
int
 
size
;

}
queue_t
;

node_t
 
*
createNode
(
char
*
);

char
*
 
removeNode
(
node_t
*
);

queue_t
 
*
createQueue
();

int
 
removeQueue
(
queue_t
 
*
);

char
 
*
peek
(
queue_t
 
*
);

int
 
isEmpty
(
queue_t
 
*
);

/* Si manejaramos una Queue estática...

int isFull(queue_t *);

*/

int
 
enqueue
(
char
 
*
,
 
queue_t
 
*
);

char
 
*
dequeue
(
queue_t
 
*
);

int
 
printQueue
(
queue_t
 
*
);

int
 
printNode
(
node_t
 
*
);

int
 
getQueueSize
(
queue_t
 
*
);

node_t
 
*
createNode
(
char
 
*
data
){

	
node_t
 
*
node
 
=
 
(
node_t
 
*
)
calloc
(
1
,
 
sizeof
(
node_t
));

	
node
->
data
 
=
 
data
;

	
return
 
node
;

}

char
*
 
removeNode
(
node_t
 
*
node
){

   
char
*
 
data
 
=
 
NULL
;

   
if
 
(
node
)
 
{

      
if
 
(
node
->
previous
)

         
node
->
previous
->
next
 
=
 
node
->
next
;

      
if
 
(
node
->
next
)

         
node
->
next
->
previous
 
=
 
node
->
previous
;

      
data
 
=
 
node
->
data
;

      
free
(
node
);

   
}

   
return
 
data
;

}

queue_t
 
*
createQueue
(){

	
queue_t
 
*
queue
 
=
 
(
queue_t
 
*
)
calloc
(
1
,
 
sizeof
(
queue_t
));

	
return
 
queue
;

}

int
 
removeQueue
(
queue_t
 
*
queue
){

   
if
 
(
queue
)
 
{

      
node_t
 
*
ptr
 
=
 
queue
->
top
;

      
node_t
 
*
aux
;

      
while
(
ptr
 
!=
 
NULL
){

         
aux
 
=
 
ptr
;

         
ptr
 
=
 
ptr
->
next
;

         
free
(
removeNode
(
aux
));

      
}

      
free
(
queue
);

   
}

   
return
 
(
queue
 
==
 
NULL
);

}

char
 
*
peek
(
queue_t
 
*
queue
){

   
if
 
(
queue
 
&&
 
queue
->
top
 
!=
 
NULL
){

      
return
 
queue
->
top
->
data
;

   
}

   
return
 
NULL
;

}

int
 
isEmpty
(
queue_t
 
*
queue
){

	
return
 
(
queue
->
top
 
==
 
NULL
);

}

int
 
enqueue
(
char
 
*
data
,
 
queue_t
 
*
queue
){

	
if
(
queue
 
!=
 
NULL
){

		
node_t
 
*
new
 
=
 
createNode
(
data
);

		
if
(
queue
->
bottom
 
==
 
NULL
){

			
queue
->
bottom
 
=
 
new
;

			
queue
->
top
 
=
 
new
;

			
//queue->top->previous = queue->bottom;

			
//No need to set previous for bottom since calloc makes it null.

		
}
else
{

			
queue
->
bottom
->
next
 
=
 
new
;

			
new
->
previous
 
=
 
queue
->
bottom
;

			
new
->
next
 
=
 
NULL
;

			
queue
->
bottom
 
=
 
new
;

		
}

		
queue
->
size
++
;

		
return
 
EXIT_SUCCESS
;

	
}

	
return
 
EXIT_FAILURE
;

}

char
 
*
dequeue
(
queue_t
 
*
queue
){

	
if
(
queue
 
!=
 
NULL
 
&&
 
queue
->
top
 
!=
 
NULL
){

		
char
 
*
data
;

		
node_t
 
*
aux
 
=
 
queue
->
top
;

		
queue
->
top
 
=
 
aux
->
next
;

		
queue
->
top
->
previous
 
=
 
NULL
;

		
data
 
=
 
removeNode
(
aux
);

		
queue
->
size
--
;

		
return
 
data
;

	
}

	
return
 
NULL
;

}

int
 
printQueue
(
queue_t
 
*
queue
){

	
node_t
 
*
ptr
 
=
 
queue
->
top
;

	
int
 
i
,
 
size
 
=
 
getQueueSize
(
queue
);

	
for
(
i
 
=
 
0
;
 
i
<
size
;
 
i
++
){

		
#ifdef __unix__

 		
printf
(
GRN
"[%i]Address: %p, Data: %s, Next: %p, Previous: %p
\n
"
RESET
,
 
i
,
 
ptr
,
 
ptr
->
data
,
 
ptr
->
next
,
 
ptr
->
previous
);

		
#elif __WIN32

	 		
printf
(
"[%i]Address: %p, Data: %s, Next: %p, Previous: %p
\n
"
,
 
i
,
 
ptr
,
 
ptr
->
data
,
 
ptr
->
next
,
 
ptr
->
previous
);

		
#endif

	 	
ptr
 
=
 
ptr
->
next
;

	
}

	
printf
(
"
\n
"
);

	
return
 
EXIT_SUCCESS
;

}

int
 
printNode
(
node_t
 
*
ptr
){

	
char
 
*
i
 
=
 
"printNode function"
;

	
#ifdef __unix__

 		
printf
(
GRN
"[%s]Address: %p, Data: %s, Next: %p, Previous: %p
\n
"
RESET
,
 
i
,
 
ptr
,
 
ptr
->
data
,
 
ptr
->
next
,
 
ptr
->
previous
);

	
#elif __WIN32

 		
printf
(
"[%s]Address: %p, Data: %s, Next: %p, Previous: %p
\n
"
,
 
i
,
 
ptr
,
 
ptr
->
data
,
 
ptr
->
next
,
 
ptr
->
previous
);

	
#endif

 	
printf
(
"
\n
"
);

 	
return
 
EXIT_SUCCESS
;

}

int
 
getQueueSize
(
queue_t
 
*
queue
){

	
return
 
queue
->
size
;

}

```

### Colas en Pascal
```
  
Clase
 PscColas, Matriz[]:
Cadena
, Posición, Valor:
Entero

  
Privado
:
  	
Proc
 Comenzar
  		
ReDim
 Matriz,1
  		Posición = 0
  		Valor = 0
  	
FinProc

  	
Proc
 Terminar
  		
Borrar
 Matriz
  	
FinProc

  	
Proc
 Longitud:
Entero

  		
Devolver Límite
(Matriz)
  	
FinProc

  	
Proc
 ReDimensionarLaCola
  		
ReDim Preservar
 Matriz, 
LongMat
(Matriz) + 1
  	
FinProc

  
Público
:
  	
Proc
 Encolar(Contenido:Cadena)
  		
Si
 Posición = 
LongMat
(Matriz) 
Entonces
 ReDimensionarLaCola
  		Matriz[Posición] = Contenido
  		Posición = Posición + 1
  	
FinProc

  	
Proc
 DesEncolar
  		
Si Neg
(Valor >= 
Límite
(Matriz)) 
Entonces
 Valor = Valor + 1
  	
FinProc

  	
Proc
 FrenteCola:Cadena
  		
Devolver
 Matriz[Valor]
  	
FinProc

  	
Proc
 FondoCola:
Cadena

  		
Devolver
 Matriz[
Límite
(Matriz)]
  	
FinProc

  	
Prop
 ColaLongitud:
Entero

  		
Lec
:Longitud
  	
FinProp

  
Privado
:
  	
Constructor
: Comenzar
  	
Destructor
: Terminar
  
FinClase
```

### Colas en Maude
La ColaNV es la cola no vacía, que diferenciamos de la cola normal a la hora de tomar en cuenta errores. A su vez, el elemento X representa el tipo de valor que puede contener la cola: entero, carácter, registro....
```
 fmod COLA {X :: TRIV} is
    sorts ColaNV{X} Cola{X} .
    subsort ColaNV{X} < Cola{X} .
    *** generadores
    op crear   : -> Cola{X} [ctor] .
    op encolar : X$Elt Cola{X} -> ColaNV {X} [ctor] .

    *** constructores
    op desencolar : Cola{X} -> Cola{X} .

    *** selectores
    op frente : ColaNV{X} -> X$Elt .

    *** variables
    var C : ColaNV{X} .
    vars E E2 : X$Elt .

    *** ecuaciones
    eq desencolar(crear) = crear .
    eq desencolar(encolar(E, crear)) = crear .
    eq desencolar(encolar(E, C)) = encolar(E, desencolar(C)) .

    eq frente(encolar(E, crear)) = E .
    eq frente(encolar(E, C)) = frente(C) .
  endfm

Especificación de una cola de colas de enteros en Maude:

  view VInt from TRIV to INT is 
  	sort Elt to Int .
  endv
  
  view VColaInt from TRIV to COLA{VInt} is 
  	sort Elt to Cola{VInt} .
  endv
  
  fmod COLA-COLAS-INT is
  	protecting INT .
  	protecting COLA{VColaInt} .
  		
  	*** operaciones propias de la cola de colas de enteros
	op encolarInt    : Int ColaNV{VColaInt} -> ColaNV{VColaInt} .
	op desencolarInt : Cola{VColaInt}       -> Cola{VColaInt} .
	op frenteInt     : ColaNV{VColaInt}     -> [Int] .
	
	*** variables
	var CCNV : ColaNV{VColaInt} .
	var CC   : Cola{VColaInt} .
	var CE   : Cola{VInt} .
	var E    : Int .
	
	*** ecuaciones	
	eq encolarInt(E, encolar(CE, CC)) = encolar(encolar(E, CE), CC) .

        eq desencolarInt (encolar(CE, crear)) = encolar(desencolar(CE), crear) . 
        eq desencolarInt (encolar(CE, CCNV)) = encolar(CE, desencolarInt(CCNV)) . 

	eq frenteInt(CCNV) = frente(frente(CCNV)) .
  endfm

```

### Colas en C++
```
#ifndef COLA

#define COLA 
// Define la cola

using
 
namespace
 
std
;

template
 
<
class
 
T
>

class
 
Cola
{

    
struct
 
Nodo
{

        
T
 
elemento
;

        
struct
 
Nodo
*
 
siguiente
;
  
// coloca el nodo en la segunda posición

    
};

    
Nodo
*
 
primero
;

    
Nodo
*
 
ultimo
;

    
unsigned
 
int
 
elementos
;

public
:

    
Cola
()
:

    
primero
(
0
),

    
ultimo
(
0
),

    
elementos
(
0
)

    
{}

       

    
~
Cola
(){

        
while
 
(
elementos
 
!=
 
0
)
 
pop
();

    
}

    
void
 
push
(
const
 
T
&
 
elem
){

        
Nodo
*
 
aux
 
=
 
new
 
Nodo
;

        
aux
->
elemento
 
=
 
elem
;

        
if
 
(
elementos
 
==
 
0
)
 
primero
 
=
 
aux
;

        
else
 
ultimo
->
siguiente
 
=
 
aux
;

        
ultimo
 
=
 
aux
;

        
++
elementos
;

    
}

    
void
 
pop
(){

        
Nodo
*
 
aux
 
=
 
primero
;

        
primero
 
=
 
primero
->
siguiente
;

        
if
 
(
ultimo
 
==
 
aux
){

            
ultimo
 
=
 
primero
;

        
}

        
delete
 
aux
;

        
--
elementos
;

    
}

    
T
 
consultar
()
 
const
{

        
return
 
primero
->
elemento
;

    
}

    
bool
 
vacio
()
 
const
{

        
return
 
elementos
 
==
 
0
;

    
}

```

### Colas en JAVA
Al igual que las pilas, este tipo de estructura de datos se puede implementar de forma estática o dinámica, es decir, ya sea con un arreglo o con una lista enlazada. Al hablar de una cola estática, se considera que tendrá un tamaño definido y no podrá superar dicha capacidad para el almacenamiento de más información, solo la indicada. Y con respecto a una cola dinámica corresponde a aquella que no tendrá un límite de capacidad, es decir, podemos hacer n número de inserciones.

A continuación se presenta la Cola estática, la cual es implementada basándose en un arreglo:
```
public
 
class
 
ColaEstatica
{

    
private
 
int
 
cola
[]
;

    
private
 
int
 
top
;
//indica la posición del último elemento insertado

    
private
 
int
 
capacidad
;

   

    
public
 
ColaEstatica
(
int
 
cap
){

        
capacidad
=
cap
;

        
cola
=
new
 
int
[
capacidad
]
;

        
top
=-
1
;

    
}

   

    
public
 
boolean
 
estaVacia
(){

        
return
(
top
==-
1
);

    
}

   

    
public
 
boolean
 
estaLlena
(){

        
return
((
top
+
1
)
==
capacidad
);

    
}

   

    
public
 
void
 
encolar
(
int
 
elemento
){

        
if
(
estaLlena
()
==
false
)

            
cola
[++
top
]=
elemento
;

        
else

            
System
.
out
.
println
(
"Desbordamiento superior, no se puede encolar"
);

    
}

   

    
public
 
int
 
desencolar
(){

        
if
(
estaVacia
()
==
false
){

            
int
 
dato
=
cola
[
0
]
;

            
top
--
;

            
for
(
int
 
i
=
0
;
i
<=
top
;
i
++
){

                
cola
[
i
]=
cola
[
i
+
1
]
;

            
}

            
return
 
dato
;

        
}

        
else
{

            
System
.
out
.
println
(
"Desbordamiento inferior, no se puede desencolar"
);

        
}

        
return
 
-
1
;

    
}

      

    
public
 
static
 
void
 
main
 
(
String
 
args
[]
){

        
ColaEstatica
 
colita
=
new
 
ColaEstatica
(
5
);
 

        
colita
.
encolar
(
1
);

        
colita
.
encolar
(
12
);

        
colita
.
encolar
(
3
);

        
int
 
r
=
colita
.
desencolar
();

        
System
.
out
.
println
(
"El dato eliminado es "
+
r
);

        
boolean
 
b
=
colita
.
estaVacia
();

        
boolean
 
c
=
colita
.
estaLlena
();

        
System
.
out
.
println
(
"¿Está vacia la pla? "
+
b
);

        
System
.
out
.
println
(
"¿Está llena la pla? "
+
c
);

      
}

   
}

```

Enseguida se presenta la implementación de la Cola de forma dinámica, implementada con base en una lista simplemente enlazada:
```
class
 
Nodo
{

    
int
 
informacion
;

    
Nodo
 
siguiente
;

    

    
public
 
Nodo
(
itn
 
info
){

        
informacion
=
info
;

        
siguiente
=
null
;

    
}

}

class
 
Cola
{

    
Nodo
 
nodoCabeza
,
 
nodoFinal
;

    

    
public
 
Cola
()
 
{

        
// Inicializa la Cola, en este caso su primer estado es vacía

        
nodoCabeza
 
=
 
null
;

        
nodoFinal
 
=
 
null
;

    
}

    

    
public
 
void
 
insertar
(
int
 
x
)
 
{

        
Nodo
 
nuevo
 
=
 
new
 
Nodo
(
x
);

        
if
 
(
nodoCabeza
 
==
 
null
 
&&
 
nodoFinal
 
==
 
null
)
 
{

            
NodoCabeza
 
=
 
nuevo
;

        
}
 
else
 
{

            
nodoFinal
.
siguiente
 
=
 
nuevo
;

        
}

        
nodoFinal
 
=
 
Nuevo
;

    
}

    
public
 
int
 
eliminar
(){

        
if
 
(
nodoCabeza
 
==
 
null
 
&&
 
nodoFinal
 
==
 
null
)
 
{

            
System
.
out
.
println
(
"Cola vacía, no se puede eliminar"
);

        
}
 
else
 
{

            
Nodo
 
nodoEliminado
 
=
 
nodoCabeza
;

            
nodoCabeza
 
=
 
nodoCabeza
.
siguiente
;

            
nodoEliminado
.
siguiente
 
=
 
null
;

            
return
 
nodoEliminado
.
informacion
;

        
}

    
}

    

    
public
 
void
 
imprimirCola
(){

        
if
 
nodoCabeza
 
==
 
null
 
&&
 
nodoFinal
 
==
 
null
)
 
{

            
System
.
out
.
println
(
"Cola vacía"
);

        
}

        
else
{

            
for
(
Nodo
 
auxiliar
 
=
 
nodoCabeza
;
 
auxiliar
 
!=
 
null
;
 
auxiliar
=
auxiliar
.
siguiente
){

                
System
.
out
.
print
(
auxiliar
.
informacion
+
" "
);

            
}

            
System
.
out
.
println
();

        
}

    
}

    

    
public
 
static
 
void
 
main
(
String
[]
 
ar
)
 
{

        
Cola
 
cola
=
new
 
Cola
();

        
cola
.
insertar
(
8
);

        
cola
.
insertar
(
25
);

        
cola
.
insertar
(
2
);

        
cola
.
imprimirCola
();

        
int
 
v
 
=
 
cola
.
eliminar
();

        
System
.
out
.
println
(
"Elemento eliminado "
+
v
);

        
cola
.
imprimirCola
();

}

```

### Colas en C#
```
public
 
partial
 
class
 
frmPrincipal

    
{

        
// Variables globales

        
public
 
static
 
string
[]
 
Cola
;

        
public
 
static
 
int
 
Frente
;

        
public
 
static
 
int
 
Final
;

        
public
 
static
 
int
 
N
;

 

        
[STAThread]

        
public
 
static
 
void
 
Main
(
string
[]
 
args
)

        
{

            
Application
.
EnableVisualStyles
();

            
Application
.
SetCompatibleTextRenderingDefault
(
false
);

            
Application
.
Run
(
new
 
frmPrincipal
());

        
}

 

        
public
 
frmPrincipal
()
    
// Constructor

        
{

 

            
InitializeComponent
();

 

            
Cola
 
=
 
new
 
string
[
5
];
   
// Arreglo lineal de 5

            
N
 
=
 
4
;

            
Frente
 
=
 
-
1
;

            
Final
 
=
 
-
1
;

        
}

 

        
void
 
CmdInsercionClick
(
object
 
sender
,
 
System
.
EventArgs
 
e
)

        
{

            
frmInsercion
 
Insercion
 
=
 
new
 
frmInsercion
();

            
Insercion
.
Show
();

        
}

 

        
void
 
CmdRecorridoClick
(
object
 
sender
,
 
System
.
EventArgs
 
e
)

        
{

            
frmRecorrido
 
Recorrido
 
=
 
new
 
frmRecorrido
();

            
Recorrido
.
Show
();

        
}

 

        
void
 
CmdBusquedaClick
(
object
 
sender
,
 
EventArgs
 
e
)

        
{

            
frmBusqueda
 
Busqueda
 
=
 
new
 
frmBusqueda
();

            
Busqueda
.
Show
();

        
}

 

        
void
 
CmdEliminacionClick
(
object
 
sender
,
 
EventArgs
 
e
)

        
{

            
frmEliminacion
 
Eliminar
 
=
 
new
 
frmEliminacion
();

            
Eliminar
.
Show
();

        
}

    
}

```

Algoritmo Insertar(Cola, N, Frente, Final, Elemento)
```
void
 
CmdInsertarClick
(
object
 
sender
,
 
System
.
EventArgs
 
e
)

        
{

            
elemento
 
=
 
txtInsercion
.
Text
;

            
// Se verifica que haya espacio en la Cola

            
if
 
(
frmPrincipal
.
Frente
 
==
 
0
 
&&
 
frmPrincipal
.
Final
 
==
 
frmPrincipal
.
N
)

            
{

                
MessageBox
.
Show
(
"La Cola esta llena"
);

                
return
;

            
}

            
if
 
(
frmPrincipal
.
Frente
 
==
 
frmPrincipal
.
Final
 
+
 
1
)

            
{

                
MessageBox
.
Show
(
"La Cola esta llena"
);
 

                
return
;

            
}

 

            
// Si la cola esta vacia se inicializan punteros

            
if
 
(
frmPrincipal
.
Frente
 
==
 
-
1
)

            
{

                
frmPrincipal
.
Frente
 
=
 
0
;

                
frmPrincipal
.
Final
 
=
 
0
;

            
}

            
else
 
if
 
(
frmPrincipal
.
Final
 
==
 
frmPrincipal
.
N
)

            
{

                
frmPrincipal
.
Final
 
=
 
0
;

            
}

            
else

            
{

                
frmPrincipal
.
Final
 
=
 
frmPrincipal
.
Final
 
+
 
1
;

            
}

            
// Se agrega elemento a la Cola

            
frmPrincipal
.
Cola
[
frmPrincipal
.
Final
]
 
=
 
elemento
;

            
txtInsercion
.
Text
 
=
 
""
;

 

        
}

```

Algoritmo Eliminación (Cola, Frente, Final, N)
```
void
 
CmdEliminarClick
(
object
 
sender
,
 
EventArgs
 
e
)

        
{

            
if
 
(
frmPrincipal
.
Frente
 
==
 
-
1
)

            
{

                
MessageBox
.
Show
(
"Cola Vacia"
);

                
return
;

            
}

            
string
 
elemento
 
=
 
frmPrincipal
.
Cola
[
frmPrincipal
.
Frente
];

 

            
// si la cola tiene un solo elemento

            
if
 
(
frmPrincipal
.
Frente
 
==
 
frmPrincipal
.
Final
)

            
{

                
frmPrincipal
.
Frente
 
=
 
-
1
;

                
frmPrincipal
.
Final
 
=
 
-
1
;

            
}

 

            
else
 
if
 
(
frmPrincipal
.
Frente
 
==
 
frmPrincipal
.
N
)

            
{

                
frmPrincipal
.
Frente
 
=
 
0
;

            
}

 

            
else

            
{

                
frmPrincipal
.
Frente
 
=
 
frmPrincipal
.
Frente
 
+
 
1
;
   

            
}

 

            
lsEliminado
.
Items
.
Add
(
elemento
);

        
}

```

Otra forma de programar una cola en Java
Por Jorge Herrera C
```
import
 
java.util.*
;

public
 
class
 
Cola
 
<
Tipo
>
{
 

    
private
 
List
<
Tipo
>
 
cola
;

    
public
 
Cola
(){

        
cola
=
new
 
ArrayList
<
Tipo
>
();
        

    
}

    
public
 
boolean
 
colaVacia
(){

        
return
 
cola
.
isEmpty
();

    
}

    
public
 
void
 
agregar
(
Tipo
 
elemento
){

       
cola
.
add
(
elemento
);
       

    
}

    
public
 
Tipo
 
sacar
(){

        
if
(
colaVacia
())
return
 
null
;

        
Tipo
 
elemento
=
cola
.
get
(
0
);

        
cola
.
remove
(
0
);
         

        
return
 
elemento
;

    
}
    

}
// Fin de la clase Cola

```

A continuación un ejemplo de una clase manejadora de la clase Cola
```
public
 
class
 
Manejador
 
{

    
public
 
static
 
void
 
main
(
String
[]
 
args
)
 
{

        
Cola
 
cola
=
new
 
<
Integer
>
Cola
();
 

        
System
.
out
.
println
(
cola
.
sacar
());
 

        
cola
.
agregar
(
23
);

        
cola
.
agregar
(
24
);

        
cola
.
agregar
(
25
);

        
while
(
!
cola
.
colaVacia
()){

           
System
.
out
.
println
(
cola
.
sacar
());
 

        
}

        
Cola
 
nombres
=
new
 
<
String
>
Cola
();

        
nombres
.
agregar
(
"Jorge"
);

        
nombres
.
agregar
(
"Raquel"
);

        
nombres
.
agregar
(
"Mayra Alejandra"
);

        
while
(
!
nombres
.
colaVacia
()){

            
System
.
out
.
println
(
nombres
.
sacar
());

        
}

    
}

}
// Fin de la clase Manejadora

```

## Tipos de colas
- Colas circulares (anillos): en las que el último elemento y el primero están unidos.

- Colas de prioridad: En ellas, los elementos se atienden en el orden indicado por una prioridad asociada a cada uno. Si varios elementos tienen la misma prioridad, se atenderán de modo convencional según la posición que ocupen. Hay dos formas de implementación:
  1. Añadir un campo a cada nodo con su prioridad. Resulta conveniente mantener la cola ordenada por orden de prioridad.
  2. Crear tantas colas como prioridades haya, y almacenar cada elemento en su cola.

- Bicolas (o Colas doblemente terminadas): son colas en donde los nodos se pueden añadir y quitar por ambos extremos; se les llama DEQUE (Double Ended QUEue). Para representar las bicolas lo podemos hacer con un array circular con Inicio y Fin que apunten a cada uno de los extremos. Hay variantes:

- Bicolas de entrada restringida: Son aquellas donde la inserción solo se hace por el final, aunque podemos eliminar al inicio o al final.

- Bicolas de salida restringida: Son aquellas donde solo se elimina por el final, aunque se puede insertar al inicio y al final.